# Cetuksimab
Cetúksimàb je biološko zdravilo iz skupine himernih monoklonskih protiteles, pridobljeno s tehnologije rekombinantne DNK, ki usmerjeno deluje proti receptorjem za epidermalni rastni faktor. V kombinaciji z irinotekanom se uporablja za zdravljenje metastatskega raka debelega črevesa in danke, v kombinaciji z obsevanjem pa za zdravljenje lokalno napredovalega skvamoznega raka glave in vratu. Na tržišču je pod zaščitenim imenom 
Erbitux.

## Mehanizem delovanja
Cetuksimab je monoklonsko protitelo, ki se veže na receptor za epidermalni rastni dejavnik (EGFR). EGFR ima pomembno vlogo pri celični rasti, diferenciaciji in proliferaciji različnih celic. Receptorji EGFR so prisotni na površini nekaterih normalno delujočih celic (na primer na koži in laseh), v povečanem številu pa na površini mnogih rakavih celic. Zaradi vezave cetuksimaba na EGFR na tumorski celici, le-ta ne more več sprejemati sporočil, ki jih potrebuje za rast in metastaziranje. Posledice delovanja zdravila cetuksimab so torej zmanjšana razrast rakavih celic, povečana smrt rakavih celic, zmanjšana tvorba oddaljenih zasevkov in zmanjšana tvorba novih krvnih žilic.

## Indikacije
Cetuksimab se uporabljaza zdravljenje bolnikov z metastatskim rakom debelega črevesa in danke, pri katerih rakave celice izražajo na svoji površini receptorje za epidermalni rastni faktor (EGFR) in imajo nemutirani tip gena RAS. Lahko se uporablja v kombinaciji s kemoterapijo na osnovi irinotekana ali režima FOLFOX (folinska kislina, fluorouracil, oksaliplatin) ali kot samostojno zdravilo pri bolnikih, pri katerih zdravljenje z oksaliplatinom in zdravljenje na osnovi irinotekana ni bilo uspešno in pri bolnikih, ki ne prenašajo irinotekana.
Indicirano je tudi zdravljenje bolnikov z rakom skvamoznih celic glave in vratu, in sicer v kombinaciji z obsevanje pri lokalno napredovali bolezni, ali v kombinaciji s kemoterapijo na osnovi platine za ponavljajočo se in/ali metastatsko bolezen.

## Neželeni učinki
Pri uporabi cetuksimaba in drugih zaviralcev EGFR so pogosto izraženi neželeni učinki na koži, med njimi najpogosteje akniformni izpuščaj. Pri nekaterih bolnikih pride do kseroze (suhost veznice in roženice), ekcemov, popokane kože, teleangiektazije (rdeče znamenje zaradi trajne dilatacije majhnih žil), spremembe nohtov in zanohtnice. Redkeje se pojavijo hiperpigmentacije kože.